# Atrium Carceri
Az Atrium Carceri svéd dark ambient projekt. A dark ambienten kívül még az experimental és indusztriális zene műfajokban is játszik. Egy tag alkotja: Simon Heath. Eleinte a Cold Meat Industry kiadó jelentette meg a lemezeket. Eddig 12 nagylemez jelent meg, illetve 10 kollaborációs album. 2011-ben Simon új kiadót alapított, Cryo Chamber néven. Simon Heath másik projektje a Sabled Sun, e név alatt 10 nagylemezt adott ki.
Az Atrium Carceri lemezei pozitív kritikákat kaptak, és kultikus státuszt értek el.

## Diszkográfia
- Cellblock (2003)
- Seishinbyouin (2004)
- Kapnobatai (2005)
- Ptahil (2007)
- Souyuan (2008)
- Phrenitis (2009)
- Reliquiae (2012)
- Void (2012)
- The Untold (2013)
- The Old City - Leviathan (Official Soundtrack) (2015)
- Metropolis (2015) [6]
- Archives 1-2  (2016) [7]
- Codex (2018)
- Mortal Shell Soundtrack (2020)
- Forgotten Gods (2023)

Kollaborációs lemezek
- Sacrosanct (Eldarral) (2012)
- Cthulhu (Cryo Chamber kollaboráció) (2014)
- Onyx (Apocryphosszal és Kammarheittal) (2015)
- Azathoth (Cryo Chamber kollaboráció) (2015)
- Nyarlathotep (Cryo Chamber kollaboráció) (2016)
- Echo (Apocryphosszal és Kammarheittal) (2017)
- Black Corner Den (a Cities Last Broadcast-tal) (2017)
- Yog-Sothoth (Cryo Chamber kollaboráció) (2017)
- Miles to Midnight (a Cities Last Broadcast-tal és a God Body Disconnect-tel) (2018)
- Ur Djupan Dal (a Herbst9-nal) (2018)
- Shub-Niggurath (Cryo Chamber kollaboráció) (2018)
- Black Stage of Night (a Cities Last Broadcast-tal) (2019)
- Hastur (Cryo Chamber kollaboráció) (2019)
- Yig (Cryo Chamber kollaboráció) (2020)

Sabled Sun néven
- 2145 (2012)
- 2146 (2012)
- Signals I (2013)
- Signals II (2013)
- Signals III (2013)
- Signals IV (2014)
- 2147 (2015)
- Signals V (2015)
- Signals VI (2015)
- 2148 (2016)
- 2149 (2021)